# Lorenzo Buffon
Lorenzo Buffon (Majano, 19 de dezembro de 1929) é um ex-futebolista italiano que atuava como goleiro. Ao longo de sua carreira, atuou em 277 partidas pelo Milan e depois também jogou na rival Internazionale, assim como outros clubes italianos, vencendo cinco títulos da Serie A. Ele jogou 15 vezes na Seleção Italiana, representando seu país na Copa do Mundo FIFA de 1962.
Lorenzo é considerado um dos maiores goleiros de sua geração e um dos maiores goleiros da história da Itália. Juntamente com o lendário goleiro Lev Yashin, ele foi escolhido para representar o time da FIFA All-Star durante a década de 1960.
É primo em segundo grau do avô de Gianluigi Buffon, goleiro da Parma Cálcio 1913. Embora o parentesco entre os dois goleiros seja relativamente distante, a relação entre ambos sempre foi próxima: Lorenzo descreveu que possuía relação fraternal com o filho desse primo, e por conseguinte sempre tratou Gianluigi como sobrinho - a ponto de, como olheiro do Milan, tê-lo indicado ao clube quando Gigi ainda tinha treze anos (sugestão que terminou recusada pelo clube).

## Carreira

### Clubes
Nascido em Majano, na província de Údine, Buffon jogou 15 temporadas (365 jogos) na Serie A pelo Milan (1949–59) e depois atuou por Genoa (1959–60), Internazionale (1960–63) e Fiorentina (1963–64). 
Ele começou sua carreira no Portogruaro em 1948, antes de ser contratado pelo Milan na temporada seguinte. Estreou na Serie A no dia 15 de janeiro de 1950, em uma vitória por 1 a 0 sobre a Sampdoria. Ele jogou 277 jogos pelo clube e ganhou proeminência internacional, obtendo grande sucesso, conquistando quatro títulos da Serie A e duas Copas Latinas.
Com o Milan, Buffon também chegou à final da Taça dos Clubes Campeões Europeus de 1957–58, e às semifinais da Taça dos Clubes Campeões Europeus de 1955–56, onde o clube italiano foi derrotado pelo Real Madrid em ambas as ocasiões. Ele é um dos quatro goleiros com mais partidas pelo Milan, atrás de Christian Abbiati, Sebastiano Rossi e Dida.
Posteriormente Buffon atuou no Genoa por uma temporada em 1959, e depois mudou-se para a Inter de Milão em 1960. Nas duas ocasiões foi reserva de Giorgio Ghezzi.
Com a Inter, Buffon venceu outro título da Serie A durante a temporada 1962–63 sob o comando do lendário técnico Helenio Herrera. Durante as três temporadas com a equipe Nerazzurri, ele também chegou às semifinais da Taça das Cidades com Feiras de 1960–61.
Depois de jogar na Fiorentina por uma temporada, fazendo apenas um jogo no campeonato, ele se aposentou após uma breve passagem pelo Ivrea em 1965.

## Seleção Nacional
Buffon jogou 15 vezes pela Seleção Italiana entre 1958 e 1962; ele fez sua estreia em um empate por 2 a 2 contra a França, no dia 9 de setembro de 1958.
Mais tarde representou seu país como capitão na Copa do Mundo FIFA de 1962, realizada no Chile. Ele fez duas aparições em todo o torneio, mas a Itália foi eliminada de maneira controversa na primeira rodada.

## Estilo de jogo
Goleiro de grande porte físico, eficaz e confiável, Buffon era conhecido em particular pelo seu senso de posicionamento, o que lhe permitia realizar defesas acrobáticas; suas habilidades espetaculares lhe renderam o apelido de Lorenzo il Magnifico. 
Embora ele fosse um goleiro bastante alto e fisicamente forte, era menos efetivo ao sair do gol e teve melhor desempenho entre as balizas. Apesar de sua reputação como um goleiro geralmente sólido e de classe mundial, ele também foi ocasionalmente criticado ao longo de sua carreira por ser inconsistente e por deixar sua mentalidade afetar suas performances às vezes.

## Vida pessoal
É primo do avô de Gianluigi Buffon. Lorenzo é lembrado por seu casamento com a falecida atriz e personalidade televisiva italiana Edy Campagnoli, que já teve em um relacionamento com o também ex-goleiro Giorgio Ghezzi.

## Títulos
Milan
- Serie A: 1950–51, 1954–55, 1956–57 e 1958–59
- Copa Latina: 1951 e 1956

Internazionale
- Serie A: 1962–63